# Castillo de Gauzón
El castillo de Gauzón está situado en Raíces Nuevo, en el concejo de Castrillón, Principado de Asturias.
Hoy en día se están realizando trabajos para reconstruir el castillo parcialmente, ya que se encontraba parcialmente desaparecido. En parte debido a que gran cantidad de las piedras que lo conformaban fueron tomadas por los habitantes de la zona durante siglos para construir casas, etc. El castillo tiene para la historia de Asturias una singular importancia debido a que en él se recubrió de piedras preciosas la Cruz de la Victoria.
El castillo de Gauzón, la fortaleza más emblemática de los reyes de Asturias, se localiza en un promontorio natural denominado Peñón de Raíces. Desde su emplazamiento dominaba la ría de Avilés y la línea de costa. En tiempos pasados el mar llegaba a los pies del promontorio. Cuando la marea descendía, quedaba a la vista una amplia superficie de dunas y marismas. En 1972-77, Vicente José González García dirigió las primeras excavaciones. Desde el año 2007 se está llevando a cabo un Proyecto de Excavaciones Arqueológicas. 
El personal que trabaja en este proyectó encontró en 2013 una moneda de origen visigodo, un descubrimiento nada habitual en el norte de España. Se trata de un triente de oro acuñado por el rey Recaredo I que se hallaba en un estrato del siglo IX. Dado que se le realizó un agujero, se piensa que pudo haber sido utilizada como colgante. Actualmente está expuesta en el Museo Arqueológico de Asturias.

## El asentamiento tardoantiguo (siglosVI/VII-VIIId.C.): los orígenes del reino de Asturias
Las excavaciones arqueológicas han permitido recuperar construcciones de un asentamiento con fechas más antiguas de los siglos VI-VII d. C. Corresponden a muros de piedra y mortero de cal y a diversos indicios de ocupación. Estas evidencias suponen la prueba de un enclave ligado a una clase social poderosa que habría de jugar un protagonismo esencial en la formación del reino de Asturias.

## El castillo de Gauzón: una fortaleza de los reyes de Asturias (siglosVIII-X)
A partir de los siglos VIII-IX, los reyes de Asturias transforman el asentamiento, empleando los diseños arquitetros de anchura, con un sistema de cimentaciones muy complejo en el que se emplearon vigas de madera. Una de ellas ha podido datarse en el siglo VII d. C. Los reyes de Asturias construyeron en los siglos VIII-IX una puerta monumental cuya planta tiene forma de U,con dos muros o brazos salientes que flanquean y protegen la entrada.

### El espacio palatino: las habitaciones de los reyes y la iglesia de San Salvador
En pleno corazón de la fortaleza, los monarcas edificaron arquitecturas que reproducían la organización de sus palacios en las sedes regias. Estas obras pueden asociarse al reinado de Alfonso III y Jimena (866-910). Por una parte, un espacio privado dotado de una sala central con un hogar o chimenea en el ángulo y comunicado con éste, una dependencia que puede interpretarse como baño, con canales de desagüe, entalles donde se alojarían recipientes de madera y un estanque con bordes de ladrillo. Ambos espacios contaban con pavimentos de hormigón (”opus signinum”) y paredes pintadas y constituyen un testimonio único en la arquitectura prerrománica. Este pequeño palacio se complementa con una iglesia dedicada a San Salvador y consagrada por tres obispos a finales del siglo IX. Del espacio religioso se están recuperando diversos muros,además de restos de la necrópolis asociada

### La torre real
Junto a la puerta de entrada y superponiéndose a una de las construcciones de los
siglos VI-VII d. C., los monarcas asturianos edificaron una torre de planta rectangular (8.7 x
4.5 m) que emplea piedra trabajada en su muro sur. Este verdadero emblema de la autoridad
real disponía en su interior de paredes pintadas con un color anaranjado.

### La Cruz de la Victoria y el espacio metalúrgico
Un amplio callejón con suelos de arcilla permitía llegar desde la puerta hasta la zona privada del rey. En ese callejón trabajaron durante los siglos VIII-IX artesanos que fabricaban armas, herramientas y posiblemente joyas, disponiendo de una pequeña fragua y de otras infraestructuras. En el año 908 los reyes Alfonso III y Jimena ordenaron confeccionar en el castillo la Cruz de la Victoria, actual símbolo del Principado de Asturias

### La plataforma inferior: siervos, artesanos, caballos
A los pies del espacio real, en una plataforma de mayor tamaño, los indicios arqueológicos se relacionan con un asentamiento más modesto, dotado de suelos de arcilla y construcciones con postes de madera. Es probable que funcionara como alojamiento de siervos al servicio de los reyes o artesanos destinados a las obras del castillo. Los restos de herraduras y clavos de herraje indican que también seguardaban caballos.

## La época condal: siglosX-XII
A partir del siglo X, el castillo se convierte en residencia del representante real o conde y gobierna el alfoz de Gozón. En 1132, uno de estos condes, Gonzalo Peláez, se rebela contra el rey Alfonso VII y la fortaleza sufre un asedio. En esta época, las obras atestiguadas obedecen a una reorganización de la puerta de entrada,que se ensancha, y a varias compartimentaciones en el interior.

## La orden de Santiago y la decadencia (siglosXIII-XV)
En el año 1222, el rey Alfonso IX dona el castillo a la orden de Santiago. El castillo penetra en un período de ocaso, perdiendo su poder político. Se producen derrumbes de muros y entre el siglo XIV y el XV, en un período de conflictos militares, parte de la puerta y de la muralla son desmanteladas. En el siglo XV la fortaleza se encuentra abandonada y se transforma en encerradero de ganado.

## La vida cotidiana
Los miles de objetos encontrados durante las excavaciones permiten conocer el día a día de la fortaleza. En la alimentación de los soldados despunta la importancia del marisco (ostras, berberechos) y hay también indicios de que practicaron la caza. Por otra parte, junto al instrumental bélico de la guarnición (puntas de flecha, cuadrillos de ballesta, dardos y restos de espadas) y otros utensilios (cuchillitos, afiladores...), resultan muy evocadores algunos hallazgos vinculados a los momentos de ocio (dados de hueso, tablero de alquerque, origen de nuestro tres en raya). Finalmente, cabe destacar la presencia de objetos de lujo propios del modo de vida aristocrático (alfileres y pendientes de bronce, acicates, cuentas de pasta vítrea, cerámicas francesas..).
La fortaleza es objeto de trabajos de recuperación arqueológica, que han dado sorprendentes datos relativos a la fecha de construcción del castillo. Los historiadores fechaban la construcción durante el siglo IX basándose en crónicas, pero las últimas pruebas con carbono 14 datan la construcción a mediados del siglo VII.